# Where Are Ü Now
Where Are Ü Now – piosenka Skrillexa i Diplo działających w projekcie muzycznym pod nazwą Jack Ü, z udziałem Justina Biebera. Piosenka została wydana 27 lutego 2015 roku jako drugi singel z  albumu Skrillex and Diplo Present Jack Ü. Utwór znalazł się również na albumie Purpose Justina Biebera.
Nagranie w Polsce uzyskało certyfikat platynowej płyty.